# Plateau de Musashino
Le plateau de Musashino (武蔵野台地, Musashino daichi), est une grande plate-forme de terre, reconnue comme terrasse alluviale, dans la région de Kantō du Honshu au Japon. 
Une grande partie de l'ouest de Tokyo, entre la Tama-gawa au sud et à l'Ara-kawa, au nord, est construite sur la terrasse. Sa partie nord est située dans le sud de la préfecture de Saitama, région où la rivière Shingashi prend sa source.
Il est constitué d'un cône de déjection formé par un prédécesseur de la rivière River Tama avec une couche de cendres volcaniques de plusieurs mètres de profondeur, sur le dessus.

## Source de la traduction
- (en) Cet article est partiellement ou en totalité issu de l’article de Wikipédia en anglais intitulé « Musashino Terrace » (voir la liste des auteurs).